# ژول ملین
ژول ملین (انگلیسی: Jules Méline؛ ۲۰ مه ۱۸۳۸ – ۲۱ دسامبر ۱۹۲۵) سیاست‌مدار و مدیر اجرایی اهل فرانسه بود. وی از ۱۸۹۶ تا ۱۸۹۸ به‌عنوان نخست‌وزیر فرانسه فعالیت می‌کرد.